# Marcel Loncle
Marcel Loncle, né le 5 janvier 1936 à Saint-Malo (Ille-et-Vilaine), est un footballeur français des années 1950 et 1960. Il mesure 1,72 m pour 70 kg. Il joue au poste de milieu de terrain, et réalise l'essentiel de sa carrière au SCO Angers et au Stade rennais UC.

## Carrière de joueur
- 1956-1961 : SCO Angers
- 1962/63-1965/66 : Stade rennais UC

## Palmarès
- International A en 1965 (2 sélections)
- Finaliste de la Coupe de France 1957 (avec le SCO Angers)
- Vainqueur de la Coupe de France 1965 (avec le Stade rennais UC)